# Południowa obwodnica Poznania
Południowa obwodnica Poznania – fragment autostrady A2, który stanowi południową obwodnicę miasta Poznania. Rozpoczyna się na węźle Poznań Zachód (okolice Głuchowa), gdzie łączy się z drogami ekspresowymi S5 oraz S11 (która jest zachodnią obwodnicą), a kończy na węźle Poznań Wschód (koło Nagradowic), gdzie łączy się z wschodnią obwodnicą miasta w ciągu S5. Odcinek południowej obwodnicy między węzłami Poznań Komorniki (na styku Poznania i Komornik) a Poznań Krzesiny (w poznańskich Krzesinach) jest czynny dla ruchu od 2003. Węzeł Poznań Zachód razem z odcinkiem drogi ekspresowej S11 tworzącym zachodnią obwodnicę Poznania został uruchomiony w dniu 4 czerwca 2012. Tego samego dnia oddano do użytku węzeł Poznań Wschód, razem z odcinkiem drogi ekspresowej S5 do Gniezna.
Południowa obwodnica Poznania jest fragmentem koncesyjnego odcinka autostrady A2 Nowy Tomyśl – Konin, którym zarządza Autostrada Wielkopolska jednak fragment pomiędzy węzłami Poznań Komorniki (pierwotnie „Komorniki”) i Poznań Krzesiny (pierwotnie „Krzesiny”) został wybudowany przez GDDKiA ze środków publicznych. Przejazd południową obwodnicą Poznania jest bezpłatny.
Prawie wszystkie węzły w ciągu obwodnicy są w pełni bezkolizyjne (typ WA) – wyjątkiem jest węzeł Poznań Luboń, który zbudowano jako częściowo kolizyjny (typ WB), sterowany sygnalizacją świetlną.
Trasa na odcinku Poznań Komorniki – Poznań Luboń kilkukrotnie przekracza granicę między Poznaniem a Luboniem. Arteria posiada oświetlenie na wszystkich węzłach oraz ciągłe od węzła Poznań Komorniki do okolic wiaduktu w ciągu ulicy Ożarowskiej. W 2019 roku na przebudowywanym odcinku dokonano wymiany oświetlenia z lamp sodowych Philips SGS305/SGS306 na oświetlenie bazujące na LED.
W lutym 2024 roku uruchomiono odcinkowy pomiar prędkości na odcinku między węzłami Poznań Komorniki i Poznań Krzesiny. Pomiar prędkości odbywa się w obu kierunkach.

## Przekrój i rozbudowa drogi
Południowa obwodnica jest sześciopasowa (ma 3 pasy ruchu w każdą stronę) między węzłami Poznań Zachód i Poznań Krzesiny, na dalszym odcinku czteropasowa. Według planów została poszerzona i mieć po 3 pasy ruchu w każdą stronę między węzłami Poznań Komorniki i Poznań Krzesiny. Prace miały być rozpoczęte w 2015 roku. W wyniku zwiększonego natężenia ruchu spowodowanego powstaniem dróg ekspresowych S5 i S11, obwodnica na tym odcinku objęta jest ograniczeniem prędkości do 120 km/h oraz zakazem wyprzedzania przez samochody ciężarowe, początkowo między węzłami Poznań Komorniki a Poznań Krzesiny. Od listopada 2017 roku zakaz ten obowiązuje na całej długości obwodnicy.
W listopadzie 2016 roku wydano decyzję środowiskową, która stała się prawomocna we wrześniu 2017 roku. Prace budowlane miały rozpocząć się w drugiej połowie 2018 roku i potrwać 1,5 roku.
Ostatecznie umowę na rozbudowę obwodnicy podpisano w grudniu 2018 roku, dobudowa dodatkowych pasów ruchu ma się rozpocząć w marcu 2019. Obejmie ona odcinek Poznań Zachód – Poznań Krzesiny.
Poszerzanie obwodnicy rozpoczęło się 18 marca 2019 roku. Do grudnia 2019 roku poszerzone mają zostać obie jezdnie oraz jedna łącznica węzła Poznań Luboń (relacji Warszawa → Poznań/Luboń), zaś przez kolejne kilka miesięcy potrwają prace wykończeniowe, m.in. przy ekranach akustycznych. Dobudowane pasy ruchu udostępniono kierowcom 20 grudnia 2019 roku.
W styczniu 2022 roku zapowiedziano rozbudowę trasy między węzłami Poznań Krzesiny i Poznań Wschód. W ramach prac mają powstać dodatkowe pasy ruchu oraz nowa nawierzchnia na obu jezdniach. Ponadto wymianie ulegną bariery energochłonne, oświetlenie oraz inne elementy infrastruktury technicznej. Koszt przebudowy tego odcinka autostrady oszacowano na ponad 100 milionów złotych. Na 10 czerwca 2024 roku zaplanowano prace przygotowawcze, zaś tydzień później mają rozpocząć się właściwe prace związane z rozbudową trasy. Przewidywanym terminem ukończenia jest koniec 2025 roku.